# Pat Cramer
Pour les articles homonymes, voir Cramer.
Patrick John Cramer, né le 21 mars 1947 à Brakpan, est un ancien joueur sud-africain de tennis professionnel.

## Palmarès

### Titres en simple (2)
- 1967 : Royal Palm Invitation
- 1969 : Austin Smith Championships

### Finale en simple (1)
- 1970 : Miami

### Titres en double (3)
| No | Date       | Nom et lieu du tournoi                                 | Catégorie           | Dotation  | Surface         | Partenaire        | Finalistes                            | Score    |  |
| -- | ---------- | ------------------------------------------------------ | ------------------- | --------- | --------------- | ----------------- | ------------------------------------- | -------- |  |
| 1  | 17-01-1973 | International Indoor Tennis Tournament Birmingham (AL) |                     | NC $      | Moquette (int.) | Jürgen Fassbender | Clark Graebner Ion Țiriac             | 6-4, 7-5 |  |
| 2  | 21-01-1974 | Tournoi de tennis de Philadelphie Philadelphie         | Championship Series | 100 000 $ | Moquette (int.) | Mike Estep        | Jean-Baptiste Chanfreau Georges Goven | 6-1, 6-1 |  |
| 3  | 02-08-1976 | Tournoi de tennis de Louisville Louisville             |                     | NC $      | NC              | Byron Bertram     | Erik van Dillen Stan Smith            | 6-3, 6-4 |  |

### Finale en double (1)
| No | Date       | Nom et lieu du tournoi              | Catégorie | Dotation | Surface         | Vainqueurs                     | Partenaire | Score         |  |
| -- | ---------- | ----------------------------------- | --------- | -------- | --------------- | ------------------------------ | ---------- | ------------- |  |
| 1  | 10-03-1974 | Coliseum Mall International Hampton |           | NC $     | Moquette (int.) | Željko Franulović Nikola Pilić | Mike Estep | 4-6, 7-5, 6-1 |  |

### Autres performances
- Demi-finale en double mixte au tournoi de Wimbledon 1972 avec Pat Walkden.